# Marysvale
Marysvale é uma cidade  localizada no estado norte-americano de Utah, no Condado de Piute.

## Demografia
Segundo o censo norte-americano de 2000, a sua população era de 381 habitantes.
Em 2006, foi estimada uma população de 342, um decréscimo de 39 (-10.2%).

## Geografia
De acordo com o United States Census Bureau tem uma área de
39,1 km², dos quais 39,1 km² cobertos por terra e 0,0 km² cobertos por água. Marysvale localiza-se a aproximadamente 1789 m acima do nível do mar.

## Localidades na vizinhança
O diagrama seguinte representa as localidades num raio de 28 km ao redor de Marysvale.